# Reguina Moroz
Pour les articles homonymes, voir Moroz.
Reguina Viktorovna Moroz (en russe : Регина Викторовна Мороз) est une joueuse de volley-ball russe née le 14 janvier 1987 à Voronej. Elle mesure 1,88 m et joue au poste de centrale. Elle totalise 11 sélections en équipe de Russie. 

## Clubs
| Club                  | De        | À         |
| --------------------- | --------- | --------- |
| SVS Voronej           | 2002-2003 | 2002-2003 |
| Universitet Belgorod  | 2003-2004 | 2004-2005 |
| Stinol Lipetsk        | 2005-2006 | 2007-2008 |
| Indesit Lipetsk       | 2008-2009 | 2008-2009 |
| Dinamo Kazan          | 2009-2010 | 2013-2014 |
| Dinamo Moscou         | 2014-2015 | 2015-2016 |
| PSK Sakhaline         | 2016-2017 | 2016-2017 |
| Sparta Nijni Novgorod | 2018-2019 | …         |

## Palmarès

### Clubs
- Coupe de Russie
  - Vainqueur : 2010, 2012.
  - Finaliste : 2011, 2013.
- Championnat de Russie
  - Vainqueur : 2011, 2012, 2013, 2014, 2016.
  - Finaliste : 2015.
- Ligue des champions
  - Vainqueur : 2014.
- Championnat du monde des clubs
  - Vainqueur : 2014.

### Distinctions individuelles
- Championnat du monde des clubs de volley-ball féminin 2014 : 2e meilleure centrale[2].